# Gaelic Handball

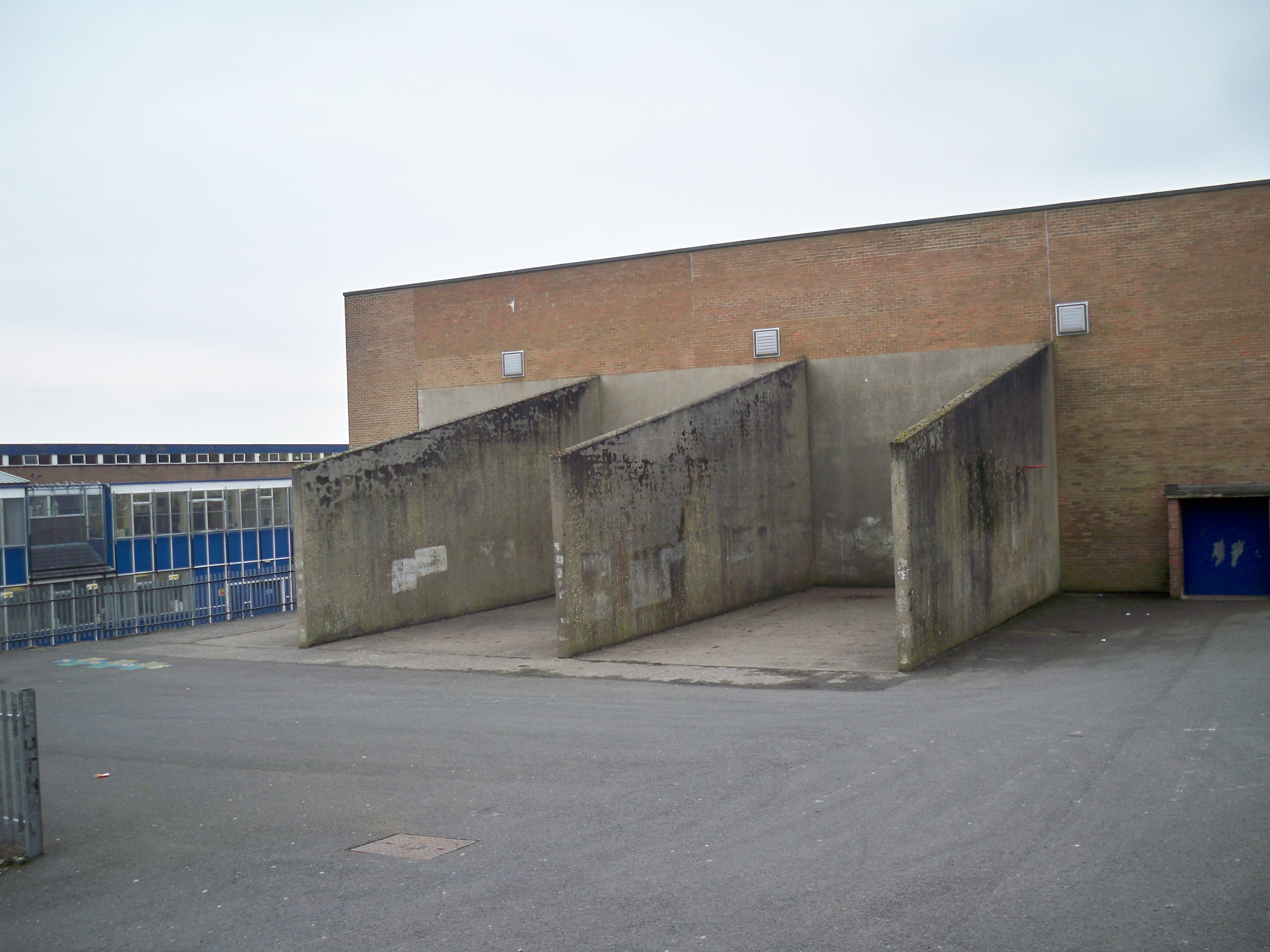
Courts für Gaelic Handball in einer Schule in Belfast

Gaelic Handball (englisch seltener Irish handball, in Irland oft kurz handball, irisch liathróid láimhe, dt. „Handball“), gehört zu den Ballsportarten und bei diesen speziell zu den Rückschlagspielen. 
Es handelt sich um eine dem baskischen Pelota verwandte Ballsportart. Der Sport wird als traditionelle irische Sportart von der Gaelic Athletic Association gepflegt und ist auch in Ländern mit irischen Zuwanderergemeinden (wie USA, Australien) verbreitet. Es entspricht weitgehend dem American Handball. 
Spielplatz ist  traditionell ein an zumindest drei Seiten umschlossener Court, welcher auch Alley genannt wird, mit einer 30 Fuß langen Schlagwand und 60 Fuß langen Seitenwänden. 
Gespielt wird nach unterschiedlichen Regeln:
- 40x20: „Internationale Regeln“, 40 × 20 Fuß Spielfeldgröße mit einem blauen Gummiball, Handschuhe und Augenschutz sind vorgeschrieben
- 60x30: 60 × 30 Fuß Spielfeldgröße mit einem größeren, roten Gummiball, Handschuhe und Augenschutz sind nicht vorgeschrieben
- One Wall: Frontmauer mit 20 × 16 Fuß und einem Spielfeld von 20 × 34 Fuß mit einem Ball, der dem beim Racquetball vergleichbar ist
- Hardball: 60 × 30 Fuß Spielfeldgröße mit einem Ball aus Kork und Leder